# Équipe de France féminine de basket-ball en 2025
L’équipe de France dispute en 2025 le championnat d’Europe, sous la conduite de Jean-Aimé Toupane, entraîneur nommé en octobre 2021.

## Qualifications pour le championnat d’Europe 2025
Le 6 janvier, l’encadrement de l’équipe de France annonce la liste d’un groupe de 16 joueuses sélectionnées pour représenter la France lors de la troisième et dernière fenêtre de qualifications à l’Euro 2025. N’y figurent pas Marine Johannès, blessée, et Gabby Williams, pour « raisons personnelles impérieuses ». Noémie Brochant, Maëva Djaldi-Tabdi, Myriam Djekoundade et Garance Rabot sont appelées pour la première fois, tandis que Clarince Djaldi-Tabdi fait son retour en sélection.
Au début du rassemblement le 4 février, l’encadrement annonce le forfait pour blessure de Garance Rabot ; pour pallier ces absences, est convoquée la Lyonnaise Aïnhoa Risacher en tant que partenaire d’entraînement. Deux jours plus, Noémie Brochant déclare forfait, touchée au mollet.
La large victoire du 6 février contre l’Irlande sur le score de 125 à 24 constitue la plus large victoire de l’équipe de France féminine, avec un écart de 101 points.
| Poste      | Numéro | Joueuse               | Date de naissance et âge | Taille | Matchs | Points | Club 2024-2025       |
| ---------- | ------ | --------------------- | ------------------------ | ------ | ------ | ------ | -------------------- |
| meneuse    | 5      | Marine Fauthoux       | 23 janvier 2001          | 1,73 m | 2      | 14     | Mersin               |
| ailière    | 9      | Myriam Djekoundade    | 2 janvier 1998           | 1,85 m | 1      | 7      | Landes               |
| ailière    | 11     | Valériane Ayayi       | 29 avril 1994            | 1,84 m | 2      | 23     | Prague               |
| intérieure | 12     | Iliana Rupert         | 12 juillet 2001          | 1,91 m | 2      | 32     | Mersin               |
| ailière    | 13     | Janelle Salaün        | 5 septembre 2001         | 1,90 m | 2      | 31     | Schio                |
| pivot      | 14     | Dominique Malonga     | 16 novembre 2005         | 1,97 m | 1      | 11     | Lyon                 |
| meneuse    | 20     | Carla Leite           | 16 avril 2004            | 1,75 m | 2      | 22     | Villeneuve-d’Ascq    |
| intérieure | 22     | Marième Badiane       | 24 novembre 1994         | 1,90 m | 2      | 22     | F. Istanbul          |
| arrière    | 28     | Mamignan Touré        | 19 décembre 1994         | 1,83 m | 2      | 14     | Gérone               |
| pivot      | 33     | Maëva Djaldi-Tabdi    | 3 décembre 1998          | 1,87 m | 2      | 9      | Charnay-lès-Mâcon    |
| intérieure | 36     | Clarince Djaldi-Tabdi | 6 décembre 1995          | 1,84 m | 1      | 10     | Landes               |
| arrière    | 42     | Leïla Lacan           | 2 juin 2004              | 1,80 m | 2      | 9      | Landes               |
| meneuse    | 47     | Romane Bernies        | 27 juin 1993             | 1,70 m | 2      | 7      | Lattes-Montpellier   |
| arrière    | 98     | Pauline Astier        | 15 février 2002          | 1,79 m | 1      | 14     | Bourges              |
| ailière    |        | Garance Rabot         | 4 juin 2002              | 1,78 m | 0      | 0      | Lattes-Montpellier   |
| ailière    |        | Noémie Brochant       | 25 octobre 1999          | 1,80 m | 0      | 0      | Charleville-Mézières |
| ailière    | 26     | Aïnhoa Risacher       | 13 juillet 2007          | 1,85 m | 0      | 0      | Lyon                 |

1. ↑  Âge au premier jour de compétition.

- Joueuses convoquées mais ayant dû déclarer forfait.
- Joueuses non retenues dans la sélection finale.
- Partenaires d’entraînement.

- Entraîneur : Jean-Aimé Toupane
- Assistants : David Gautier, Grégory Halin

| Date           | Lieu             | Adversaire | Score    | Compétition    | Meilleure marqueuse (France) |
| -------------- | ---------------- | ---------- | -------- | -------------- | ---------------------------- |
| 6 février 2025 | Châlon-sur-Saône | Irlande    | V 125–24 | Qualifications | Janelle Salaün (19 points)   |
| 9 février 2025 | Riga             | Israël     | V 39–100 | Qualifications | Iliana Rupert (17 points)    |

## Championnat d’Europe 2025
Le 17 avril, l’encadrement de l’équipe de France annonce la liste d’un groupe de 25 joueuses présélectionnées pour l’Euro 2025. Sept joueuses étant concernées par la saison WNBA 2025 (Marième Badiane, Marine Johannès, Leïla Lacan, Carla Leite, Dominique Malonga, Janelle Salaün, Migna Touré et Gabby Williams) et ne pouvant être libérées par leur franchise que deux semaines avant le début de l’Euro, le groupe est élargi à 25 joueuses, parmi lesquelles sont convoquées pour la première fois en sélection nationale senior Aminata Gueye, Coline Franchelin et Alicia Tournebize. N’y figurent pas, en revanche, Alix Duchet, Lou Lopez Sénéchal, Ana Tadić, Myriam Djekoundade ou encore Sara Roumy, révélation du championnat italien avec Faenza (it).
Quelques jours avant le début de la saison régulière de WNBA, Gabby Williams et Dominique Malonga déclarent forfait, ensuite imitées par Carla Leite, en raison de la règle des 21 jours d’absence maximum imposée par la WNBA. Quelques jours après, Marine Johannès vient allonger la liste des forfaits, manquant ainsi son deuxième Euro consécutif au profit du championnat américain. En revanche, Marième Badiane, Leïla Lacan et Janelle Salaün rejoindront l’équipe de France pour disputer l’Euro.
Au lendemain du premier match de séparation, l’encadrement annonce la réduction du groupe à 16 joueuses, avec le départ de Camille Droguet, Jess-Mine Zodia, Coline Franchelin, Aïnhoa Risacher et Alicia Tournebize, ces quatre dernières n’ayant pas disputé le moindre match de préparation. Touchée au genou gauche lors du premier match amical contre la Belgique, Marine Fauthoux est contrainte de déclarer forfait sur blessure. À l’issue du dernier match de préparation, Clarince Djaldi-Tabdi quitte le groupe, ainsi réduit à 14 joueuses.
La sélection finale est annoncée le 14 juin, Garance Rabot et Aminata Gueye étant les deux dernières à quitter le groupe.
| Poste      | Numéro | Joueuse               | Date de naissance et âge | Taille | Matchs | Points | Club 2024-2025       |
| ---------- | ------ | --------------------- | ------------------------ | ------ | ------ | ------ | -------------------- |
| ailière    | 1      | Noémie Brochant       | 25 octobre 1999          | 1,80 m | 9      | 47     | Charleville-Mézières |
| ailière    | 2      | Marie-Paule Foppossi  | 28 janvier 1998          | 1,84 m | 9      | 42     | Villeneuve-d’Ascq    |
| ailière    | 11     | Valériane Ayayi       | 29 avril 1994            | 1,84 m | 9      | 111    | Prague               |
| intérieure | 12     | Iliana Rupert         | 12 juillet 2001          | 1,91 m | 9      | 100    | Mersin               |
| ailière    | 13     | Janelle Salaün        | 5 septembre 2001         | 1,90 m | 6      | 90     | Schio                |
| intérieure | 22     | Marième Badiane       | 24 novembre 1994         | 1,90 m | 6      | 27     | F. Istanbul          |
| arrière    | 28     | Mamignan Touré        | 19 décembre 1994         | 1,83 m | 8      | 78     | Gérone               |
| arrière    | 32     | Tima Pouye            | 7 avril 1999             | 1,75 m | 9      | 35     | Bourges              |
| pivot      | 33     | Maëva Djaldi-Tabdi    | 3 décembre 1998          | 1,87 m | 8      | 27     | Charnay-lès-Mâcon    |
| arrière    | 42     | Leïla Lacan           | 2 juin 2004              | 1,80 m | 8      | 47     | Landes               |
| meneuse    | 47     | Romane Bernies        | 27 juin 1993             | 1,70 m | 9      | 33     | Lattes-Montpellier   |
| arrière    | 98     | Pauline Astier        | 15 février 2002          | 1,79 m | 8      | 44     | Bourges              |
| meneuse    | 4      | Marine Fauthoux       | 23 janvier 2001          | 1,73 m | 2      | 14     | Mersin               |
| pivot      | 14     | Dominique Malonga     | 16 novembre 2005         | 1,97 m | 0      | 0      | Lyon                 |
| arrière    | 15     | Gabby Williams        | 9 septembre 1996         | 1,80 m | 0      | 0      | F. Istanbul          |
| meneuse    | 20     | Carla Leite           | 16 avril 2004            | 1,75 m | 0      | 0      | Villeneuve-d’Ascq    |
| arrière    | 23     | Marine Johannès       | 21 janvier 1995          | 1,77 m | 0      | 0      | Mersin               |
| ailière    | 7      | Camille Droguet       | 15 juin 1999             | 1,75 m | 1      | 2      | Tarbes               |
| ailière    | 10     | Aïnhoa Risacher       | 13 juillet 2007          | 1,85 m | 0      | 0      | Lyon                 |
| pivot      | 21     | Alicia Tournebize     | 21 juillet 2007          | 1,92 m | 0      | 0      | Bourges              |
| meneuse    | 25     | Coline Franchelin     | 18 août 1999             | 1,69 m | 0      | 0      | Charleville-Mézières |
| ailière    | 26     | Garance Rabot         | 4 juin 2002              | 1,78 m | 1      | 0      | Lattes-Montpellier   |
| pivot      | 31     | Aminata Gueye         | 10 juillet 2002          | 1,90 m | 2      | 6      | Villeneuve-d’Ascq    |
| intérieure | 36     | Clarince Djaldi-Tabdi | 6 décembre 1995          | 1,84 m | 1      | 4      | Landes               |
| pivot      | 99     | Jess-Mine Zodia       | 22 septembre 2004        | 1,90 m | 0      | 0      | Tarbes               |

1. ↑  Âge au premier jour de compétition.

- Joueuses convoquées mais ayant dû déclarer forfait.
- Joueuses non retenues dans la sélection finale.
- Partenaires d’entraînement.

- Entraîneur : Jean-Aimé Toupane
- Assistants : David Gautier, Grégory Halin

| Date                                     | Lieu  | Adversaire | Score   | Compétition | Meilleure marqueuse (France) |
| ---------------------------------------- | ----- | ---------- | ------- | ----------- | ---------------------------- |
| Du 20 mai au 25 mai – Stage à Reims.     |       |            |         |             |                              |
| 25 mai 2025                              | Reims | Turquie    | V 81–61 | Préparation | Iliana Rupert (26 points)    |
| Du 29 mai au 6 juin – Stage à Brest.     |       |            |         |             |                              |
| 3 juin 2025                              | Brest | Belgique   | V 91–42 | Préparation | Leïla Lacan (14 points)      |
| 4 juin 2025                              | Brest | Belgique   | D 60–63 | Préparation | Valériane Ayayi (17 points)  |
| Du 8 juin au 10 juin – Stage à l’INSEP.  |       |            |         |             |                              |
| Du 11 juin au 14 juin – Stage à Orléans. |       |            |         |             |                              |

| Date         | Lieu     | Adversaire | Score    | Compétition                 | Meilleure marqueuse (France) |
| ------------ | -------- | ---------- | -------- | --------------------------- | ---------------------------- |
| 18 juin 2025 | Le Pirée | Turquie    | V 69–71  | Premier tour : j. 1 (gr. A) | Janelle Salaün (22 points)   |
| 19 juin 2025 | Le Pirée | Grèce      | V 92–56  | Premier tour : j. 2 (gr. A) | Janelle Salaün (17 points)   |
| 21 juin 2025 | Le Pirée | Suisse     | V 111–37 | Premier tour : j. 3 (gr. A) | Janelle Salaün (23 points)   |
| 24 juin 2025 | Le Pirée | Lituanie   | V 83–61  | Quart de finale             | Iliana Rupert (15 points)    |
| 27 juin 2025 | Le Pirée | Espagne    | D 64–65  | Demi-finale                 | Valériane Ayayi (19 points)  |
| 29 juin 2025 | Le Pirée | Italie     | D 54–69  | Match pour la 3e place      | Mamignan Touré (13 points)   |